# Jesse Witten
Jesse Witten (* 15. Oktober 1982 in Naples, Florida) ist ein US-amerikanischer Tennisspieler.

## Karriere
Jesse Witten spielte nur wenige Matches als Junior. 2000 nahm er das einzige Mal an einem Grand Slam der Junioren teil, als er in der ersten Runde des Einzels deutlich gegen Andy Roddick verlor. In der Junior-Rangliste kam er bis auf Platz 159 der Welt.
Von 2001 bis 2005 studierte Witten an der University of Kentucky und spielte zu dieser Zeit auch College Tennis. Er wurde zum erfolgreichsten Spieler seiner Hochschule und viermal ins All-American-Team im Einzel gewählt.
Profiturniere spielte Witten ab 2001 schon während seines Studiums. Den ersten Titel gewann er dabei 2004 auf der drittklassigen ITF Future Tour. Direkt in der Folgewoche konnte er beim höherklassigen Challenger in Lexington das Finale erreichen, nachdem er zuvor in fünf von solchen Turnieren nur zwei Matches gewinnen konnte. In der Weltrangliste stand er damit erstmals in den Top 450. Nach zwei weiteren Futures, die er 2005 gewann, konnte er in seiner ersten vollständigen Profisaison 2006 neben zwei Futures in Joplin auch seinen ersten Challenger-Turniersieg feiern. Im Finale besiegte er Benjamin Becker, der sich im Finale des Challengers in Salinas einen Monat später revanchierte und seinerseits das Turnier gewann. Kurz vor dem Einzug in die Top 200 stehend, bekam der US-Amerikaner durch eine Wildcard in Houston seinen ersten Einsatz bei einem Turnier der ATP Tour. Dort verlor er gegen Marcos Baghdatis in zwei Sätzen. Sein erster Auftritt auf der ganz großen Bühne folgte im August bei den US Open 2006, als er im Einzel und Doppel jeweils sein Debüt gab, doch beide Matches verlor. Gegen Paul Goldstein hielt er jedoch in fünf Sätzen gut dagegen. Das Jahr endete mit Rang 174 für ihn am bislang besten im Einzel. 2007 verlor er etwas an Boden, doch konnte gegen Ende des Jahres in Tulsa seinen zweiten Challenger-Titel verbuchen, als er dort im Finale Donald Young schlug und nur einen Satz im Turnierverlauf abgab.
Im Jahr 2008 flog Witten kurzzeitig aus den Top 400 und konnte sich mit drei Future-Siegen wieder hochkämpfen, sodass er an der Qualifikation für die US Open teilnehmen konnte. Dort zog er nach drei Siegen in der Quali ins Hauptfeld ein und beendete damit eine Abstinenz bei Grand-Slams von 3 Jahren. Nach überzeugenden Siegen gegen Igor Andrejew und Máximo González stand er in der dritten Runde dem Weltranglisten-Vierten Novak Đoković gegenüber, dem er in vier Sätzen unterlag. Dies wurde Wittens größter Erfolg der Karriere. Das Jahr schloss er mit Platz 166 als das beste seiner Karriere ab; Anfang 2010 stand er mit Rang 163 am höchsten überhaupt. Auch 2010 gelang ihm beim zweiten und dritten Grand-Slam des Jahres die erfolgreiche Qualifikation, der er aber jeweils keinen weiteren Sieg folgen lassen konnte. Im Doppel gewann Witten 2010 seinen einzigen Challenger-Titel, im Einzel kam 2013 noch ein Future-Titel dazu. Nach 2010 verlor er Boden in der Rangliste und fiel aus den Top 500, 2016 aus den Top 1000. Auch im Jahr 2019 spielte er noch gelegentlich Profiturniere.

## Erfolge
| Legende (Anzahl der Siege)  |
| Grand Slam                  |
| ATP World Tour Finals       |
| ATP World Tour Masters 1000 |
| ATP World Tour 500          |
| ATP World Tour 250          |
| ATP Challenger Tour (3)     |

### Einzel

#### Turniersiege
| Nr. | Datum              | Turnier | Belag         | Finalgegner     | Ergebnis  |
| --- | ------------------ | ------- | ------------- | --------------- | --------- |
| 1.  | 19. Februar 2006   | Joplin  | Hartplatz (i) | Benjamin Becker | 6:3, 7:66 |
| 2.  | 30. September 2007 | Tulsa   | Hartplatz     | Donald Young    | 7:68, 7:5 |

### Doppel

#### Turniersiege
| Nr. | Datum         | Turnier | Belag | Partner      | Finalgegner                        | Ergebnis  |
| --- | ------------- | ------- | ----- | ------------ | ---------------------------------- | --------- |
| 1.  | 4. April 2010 | Neapel  | Sand  | Dustin Brown | Rohan Bopanna Aisam-ul-Haq Qureshi | 7:64, 7:5 |